# Белсат
Белсат (на беларуски: Белсат; на полски: Biełsat; стилизиран като B☰LSAT) е полски спътников телевизионен канал на беларуски език. Стартира през 2007 г. Създаден е на базата на споразумение между Министерството на външните работи на Полша и TVP (Полската телевизия). Излъчва на беларуски, но някои програми и интервюта се излъчват на руски. Над програмите на Белсат работят няколко десетки журналисти в Беларус, Полша, Литва и Чехия. 